# Krupanj
Krupanj (in serbo Крупањ?) è una città e una municipalità del distretto di Mačva nel nord-ovest della Serbia centrale.